# Гоцуленко, Владимир Николаевич
Влади́мир Никола́евич Гоцуле́нко (13 июля 1943, Москва — 23 марта 2015, Киев) — советский и украинский поэт, сценарист, пушкинист.

## Биография
Родился в семье военнослужащего. В 1971 году окончил Киевский технологический институт пищевой промышленности. Работал ответственным секретарём газеты «Вечерняя Одесса», редактором одесской молодёжной газеты «Комсомольская искра», ответственным секретарём журнала «Барвинок», главным редактором журнала «Ранок» и издательства ЦК ЛКСМУ «Молодь». С 1996 года по 1998 год возглавлял украинское отделением ИТАР-ТАСС, а с 1998 года — генеральный продюсер газеты «Московский Комсомолец» в Украине".
Автор книг стихов: «Музыка дождей» (Киев, 1972 год), «Время трав» (Одесса, 1974 год), «Ромашковая улица» (Одесса, 1978 год), «Взгляд» (Киев, 1981 год), «Однажды» (Киев, 1985 год), «Дорога к Пушкину» (Киев, 1987 год), «Талисман» (Москва, 1987 год), «Стихи» (Киев, 1989 год), «Дорога к Пушкину» (Москва, 1989 год), «Знак Нострадамуса» (Москва, 1993 год), «Снег цвета боли» (Киев, 2003 год).
Написал сценарий фильма «Романс о поэте» (1992 год) и пьесу «Колесо фортуны» (поставлена в Крымском музыкальном театре).
Член СП СССР (1976 год), нац. СЖ Украины (1972 год).
Жил и работал в Киеве.

## Награды
- 1978 год — Премия Одесского комсомола им. Э. Г. Багрицкого
- 1986 год — Премия им. Н. А. Островского[3][4]
- 2003 год — Премия Союза писателей Украины им. Н. Н. Ушакова
- За большой вклад в отечественную культуру награждён Пушкинской медалью с занесением в Почётный Реестр Попечителей в Пушкинском Доме (Санкт-Петербург) и в Государственном музее А. С. Пушкина (Москва).

## Сценарии для кино
- 1992 — «Романс о поэте» (реж. Юрий Рашкин)[3][4]

## Дискография
- 1988 — Виниловый диск-гигант «Дорога к Пушкину» (композитор В. Быстряков, исполняет Николай Караченцов)[4].
- 1994 — компакт-диск «Предчувствие любви» (композитор В. Быстряков, исполняет Николай Караченцов).